# 鲜于亮
鲜于亮，五胡十六国時代范阳郡人物，后赵、前燕将领。
鮮于亮在後趙石虎属下担任将軍。338年十二月，段部首領段辽从密云山派使者向後趙请降，不久后悔，又派使者到前燕请降。石虎派征东将军麻秋率领三万士众迎接段辽投降，鮮于亮率别軍一起出征。慕容皝派慕容恪在密云山埋伏七千精锐骑兵，大败麻秋的军队。混乱中鮮于亮坐骑丢失，步行登山，难以攀援，随即止步，端坐地上。前燕兵四面包围，恫喝令他起身。鮮于亮说：“我是贵人之身，不能被小人所屈服。能杀就赶紧杀，不能杀就让我离开。”鲜于亮仪表堂堂，身材高大魁伟，声气雄壮凌厉，前燕军畏惧，便禀报慕容皝。慕容皝带上马匹相迎，与鲜于亮交谈之后，大喜，任用他为左常侍，把崔毖的女儿许配给他为妻。
342年十一月，慕容皝亲自带领精锐士兵四万人征伐高句麗。先锋建威将軍慕容翰在南道对战故国原王，慕容皝率领大军陆续赶来。左常侍鲜于亮说：“臣以俘虏的身份蒙受燕王以国士之礼相待。不能不报。今天就是我以死报效的日子。”独自同数名骑兵先行冲击高句丽的战阵。所到之处敌军均遭挫败，高句丽的军阵骚动。燕军乘势攻击，高句丽军大败、前燕攻入丸都城。鲜于亮升任为前鋒将軍。
350年二月，慕容儁派大軍征伐後趙。鮮于亮与慕容恪为前锋。鮮于亮率领先頭攻破敵陣，攻克薊城。以功績進昇揚威将軍。后来改任章武郡太守。
356年十一月，慕容儁平定段龛后，任命章武太守鲜于亮为齐郡太守。其卒年不詳。